# Rangierfeld

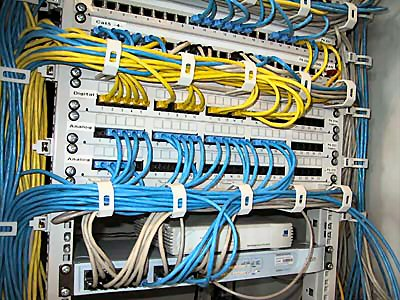
Einfaches, sauber aufgebautes Rangierfeld; Telekommunikations- und Datenleitungen sind farblich kodiert und so gut unterscheidbar

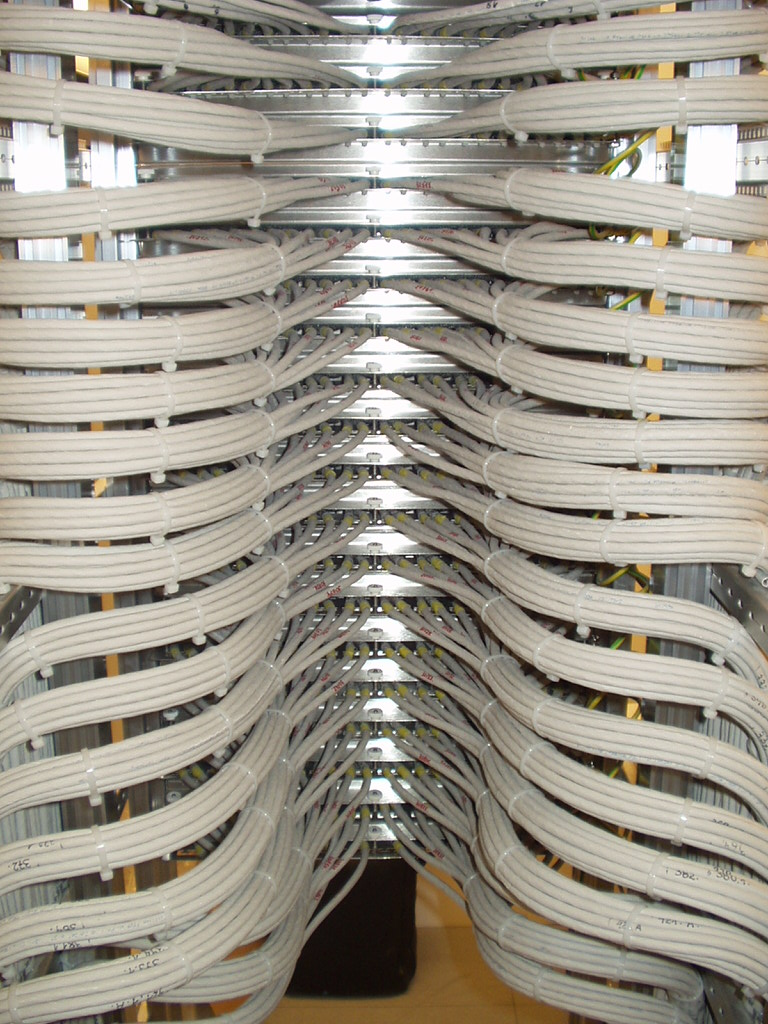
Ein Rangierfeld von hinten beim Aufbau eines neuen EDV-Raumes

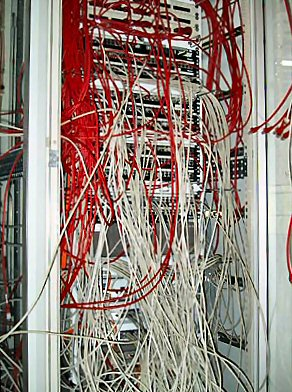
Ein „gewachsenes“, schlecht strukturiertes Rangierfeld; die farbliche Kodierung wurde hier nicht konsequent durchgeführt und die Patchkabel nicht ordentlich gebündelt

Ein Rangierfeld, auch Patchpanel oder Patchfeld genannt, ist ein Verbindungselement für Kabel, das zur Rangierung eingesetzt wird, d. h. für den Aufbau komplexer Kabelstrukturen in Gebäuden.
Gängig sind Rangierfelder zur Verteilung von Netzwerk-, Telefon- oder Glasfaserkabeln, insbesondere bei strukturierten Verkabelungen. Sie zählen in der Regel zu den passiven Komponenten eines Netzwerkes (s. u. Entwicklung), d. h. sie enthalten keine aktive Elektronik; aktive Komponenten dagegen sind z. B. Switches oder Router.
Rangierfelder dienen vor allem als 1-zu-1-Verbindungen von komplexen Kabelsystemen, um aus mehreren Kabeln eine durchgehende Verbindung zwischen zwei Punkten zu schaffen.
Ein Rangierfeld stellt eine Reihe von durchnummerierten Buchsen (auch Ports genannt), Klemmen oder Lötleisten bereit, in die Kabel gesteckt, geklemmt oder angelötet werden können. An der Rückwand sind die Buchsen mit Kabeln versehen, die Verbindungen zu anderen Rangierfeldern oder fest installierten Anschlussdosen im Gebäude herstellen. (Die wesentliche Aufgabe von Patchpanels besteht darin, eine Verbindung zwischen den starren Kabeln, die fest in Wänden verlegt werden, und den flexiblen Patchkabeln herzustellen.) Im Fall von Netzwerkkabeln kommen in der Regel Modularbuchsen zum Einsatz.
Bei größeren Installationen werden Rangierfelder meist in 19-Zoll-Verteilerschränken (48,3 cm) untergebracht, um alle ankommenden Kabel an einem zentralen Punkt zu verwalten. Das erhöht die Übersichtlichkeit in komplexen Installationen und vereinfacht die Wartung. Für kleinere Anlagen, z. B. in Einfamilienhäusern, gibt es Mini-Patchpanels, die an die Wand geschraubt werden.
Kabel, die zum Rangieren an die Ports eines Rangierfeldes angeschlossen werden, bezeichnet man als Patchkabel.

## Entwicklung
Mit der Zeit entwickeln sich Patchpanels von „dummen“ passiven Komponenten zu „intelligenten“ Komponenten. Neben der Möglichkeit, als Midspan-Device Strom an Endgeräte zu liefern (Power over Ethernet), sind auch Rangierfelder verfügbar, die mittels eigener Managementsoftware Hardwarestörungen melden oder dem Techniker mit einer Leuchtdiode am Rangierfeld signalisieren, welche Patchkabel gezogen und wo diese wieder gesteckt werden sollen.